# Рам и Лила
«Под свист пуль: Рам и Лила», более известен как «Рам и Лила» (хинди गोलियों की रासलीला रामलीला или Goliyon ki Raasleela Ram-Leela, досл.: «Танец выстрелов: Рам и Лила») — индийская мелодрама 2013 года режиссёра Санджая Лила Бхансали, который также написал оригинальный саундтрек к фильму. Производством фильма занимались Bhansali Productions и Eros International, продюсерами кинокартины стали сам Бхансали и Кишор Лулла. Главные роли исполнили Ранвир Сингх и Дипика Падуконе. Также в фильме приняли участие Суприя Патхак, Рича Чадда, Шарад Келкар, Гульшан Девайя, Баркха Бишт Сенгупта и Абхимани Сингх. В танцевальном номере к песне «Ram Chache Leela» выступила Приянка Чопра.
Фильм вдохновлен и основан на произведении Уильяма Шекспира «Ромео и Джульетта» (соперничество двух семейств, встреча влюблённых на балу, убийство брата Лилы и даже совместное самоубийство).

## Сюжет
В Ранджаре, маленькой деревне в Гуджарате, проживают два клана — Санера и Раждади, — враждующие друг с другом уже больше 500 лет. Здесь процветает торговля оружием и беззаконие. Очередная вспышка насилия в деревне происходит после того, как Бхавани Санера, разозлившись из-за выходки Голи — внука главы клана Раджади, пытается застрелить ребёнка. Мегджи-бхай, узнав о нападении на сына, пытается убить своего врага, но Рам спасает представителя клана Санеры. Молодой человек только недавно вернулся в Ранджар и теперь торгует фильмами для взрослых, продает краденные машины и флиртует с каждой встречной девушкой. Он призывает Раджади закончить насилие, но все старейшины клана лишь раздражаются от его идеи о перемирии.
Во время праздника Холи Рам вместе со своими друзьями проникает на территорию Санеры, где впервые встречается с Лилой — дочерью главы клана. Её мать в это время встречает жениха из Лондона, которого она и её старший сын Канджи-бхай выбрали для Лилы. Но девушке неинтересен Карсан-бхай и она убегает играть с красками и танцевать с её новым знакомым. Брат Лилы замечает Раджади, но Рам и его друзья успевают убежать до того, как Санера смогли хоть что-то предпринять. Канджи-бхай возмущён выходкой Рама, и поэтому он решает подкупить полицейского Ванку, чтобы тот устроил обыск у Раджади из-за хранящегося в доме оружия. Раму удается договориться с полицейским, отдав ему большую коллекцию порно-фильмов, и все конфискованное возвращается клану. Роман между Лилой и Рамом стремительно развивается. Они, оба устав от постоянной войны, решаются сбежать из Ранджара — однако им мешает случай. Мужчины обоих кланов, отдыхая на Джанта-базаре, устраивают состязание на меткость в стрельбе. Из-за промаха Канджи-бхая умирает старший брат Рама. Обезумевший герой в отместку убивает старшего брата Лилы.
Пережив потерю братьев, влюбленные всё же уезжают в Джагатрану, маленький город недалеко от Ранджара. Рам и Лила тайно женятся, но в свадебную ночь неожиданно появляются друзья Рама из клана Раджади. Пока они спаивали новобрачного, за Лилой тем временем приехал Бхавани и силой забрал её домой. Лила опозорена, а довольные Раджади делают сдавшегося Рама доном, теперь он вынужден отвечать за клан.
Худжур пытается выдать Лилу замуж за Карсан-бхая, но девушка отказывается снимать кольцо — символ её женитьбы с Рамом. Тогда глава клана Санеры отрезает дочери палец. Рам, узнав об этом, отрезает свой. Лила продолжает верить в своего любимого и отправляет свою невестку Расилу, вдову Каджи-бхая, к Раму с требованием прийти и забрать свою жену. В поисках Рама Расила встречает его друзей, которые издеваются над ней и даже пытаются изнасиловать. О произошедшем узнает Лила, а позже и сама Дханкор. Худжур отправляет Бхавани за Кесар, вдовой Мегджи-бхая, чтобы отомстить.
Рам не хочет продолжать кровопролитие, только что с новой силой вспыхнувшее в Ранджаре. Он врывается в дом Лилы и призывает Дханкор к миру. Худжур приглашает дона Раджади на празднование Навратри, тайно планируя его убийство. Во время праздника Бхавани предает Дханкор и серьёзно её ранит. Лила принимает все права главы рода и становится худжур клана Санеры. Она проводит переговоры с Рамом, разделяя сферы торговли и заключая мир, но при условии, что два клана больше никогда не будут взаимодействовать друг с другом.
Бхавани недоволен исходом дел. Лила не глядя подписывает документы, предложенные Бхавани. Санеры, по приказу Лилы, начинают убивать всех Раджади во время Дашары. На параде Рамлилы убивают актёра, изображающего бога Раму. Лила, узнав об этом, думает, что убили её любимого. Герои сталкиваются в комнате Лилы и, не найдя другого выхода, решают убить друг друга, чтобы закончить войну. В это время Дханкор разговаривает с Кесар и наконец начинает видеть последствия затянувшегося кровопролития. Дханкор спасает Голи от пули, убив Бхавани. Объявлен мир, и все стреляют из ружий, празднуя. Рам и Лила думают, что это прибыли за местью Раджади, и убивают друг друга. Два клана собираются вместе, чтобы кремировать влюбленных.

## В ролях
- Ранвир Сингх — Рам Раджади (основан на Ромео Монтекки)
- Дипика Падуконе — Лила Санера (основана на Джульетте Капулетти)
- Суприя Патхак — Дханкор Санера, глава клана Санеры (основана на синьоре Капулетти)
- Хоми Вадия — Радху-бхай, глава клана Раджади
- Рича Чадда — Расила (основана на Кормилице)
- Гульшан Девайя — Бхавани (основан на графе Парисе)
- Джамиль Кхан — Ванка, полицейский в Ранджаре
- Шарад Келкар — Канджи-бхай (основан на Тибальте)
- Абхимани Сингх — Мегджи-бхай (основан на Меркуцио)
- Баркха Бишт Сенгупта — Кесар, супруга Мегджи-бхая
- Уткарш Найтхани — Карсан-бхай, жених Лилы из Лондона
- Аншул Траведи — Мандар
- Тарун Ананд — Уджвал
- Масуд Ахтар — Пуджалал
- Мукеш Агрохари — Валлу
- Мохаммад Файзан Кхан — Голи, сын Мегджи-бхая и Кесар
- Банварилал Джхол — Попат
- Приянка Чопра — танцовщица в айтем-номере «Ram Chache Leela[англ.]»

## Производство
Санджай Лила Бхансали уже работал над адаптациями литературных произведений — «Девдас» (2002) и «Возлюбленная» (2007). Идея «Рама и Лилы» появилась ещё во время съемок «Мира музыки» (1996). Но из-за коммерческого провала последнего работу над «Рамом и Лилой» пришлось отложить.
В 2012 году ему наконец удалось начать работать на индийской версией «Ромео и Джульетты». Бхансали хотел создать совершенно новую интерпретацию известной истории любви: он многое изменил, добавил гуджаратский колорит, но идея осталась та же — вражда между двумя семьями, которая разрушает всё. Режиссёр считает, что насилие и оружие — это неотъемлемая часть истории Ромео и Джульетты. Этот фильм был неким выходом из зоны комфорта для Бхансали.
Кинокартину режиссёр посвятил своим родителям — Навину и Лиле Бхансали.
Некоторые куплеты из «Ромео и Джульетты» были переведены на хинди и произносились героями в фильме.

### Кастинг

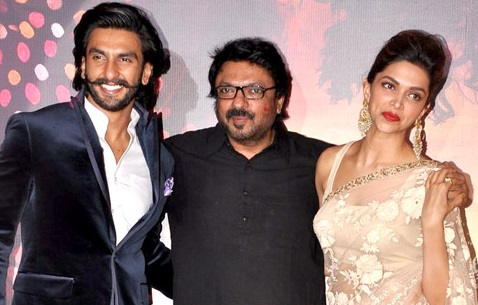
Ранвир Сингх, Санджай Лила Бхансали и Дипика Падуконе на премьере трейлера к фильму «Рам и Лила»

Первоначально роль Рама должен был играть пакистанский актёр Имран Аббас, однако ему пришлось отказаться от роли. Бхансали был впечатлен игрой Ранвира Сингха в Band Baaja Baaraat и предложил роль ему. На роль Лилы была выбрана Карина Капур, но за 10 дней до начала съемок она отказалась, отдав предпочтение фильму Gori Tere Pyaar Mein. После этого на роль возлюбленной Рама рассматривали Приянку Чопру, но в итоге актриса появилась лишь в айтем-номере фильма.
В то время Дипика Падуконе и мечтать не могла, что её возьмут на главную роль в фильме Санджая Лилы Бхансали. Но именно так и случилось: в 2012 году актрисе позвонил её менеджер с новостью о предложенной роли. Дипика в то время болела и не могла поехать на пробы, режиссёр приехал к ней сам. Увидев красоту актрисы, Бхансали был сражён, и Дипику сразу утвердили на роль.

## Саундтрек
Санджай Лила Бхансали также выступил в роли композитора для фильма во второй раз. Его первый опыт в сочинении музыки связан с его фильмом «Мольба» (2010). 2 октября 2013 года альбом саундтреков Ram-Leela вышел под лейблом Eros Music.
Все тексты песен написаны Сидхартхом-Гаримой; вся музыка — Санджаем Лилой Бхансали.
| №   | Название                                                                                | Исполнители                                        | Длительность |
| --- | --------------------------------------------------------------------------------------- | -------------------------------------------------- | ------------ |
| 1.  | «Ang Laga De»                                                                           | Адити Пол, Шаил Хада                               | 5:27         |
| 2.  | «Dhoop»                                                                                 | Шрея Гхошал                                        | 3:36         |
| 3.  | «Ishqyaun Dhishqyaun»                                                                   | Адитья Нарайан                                     | 4:51         |
| 4.  | «Laal Ishq»                                                                             | Ариджит Сингх, Осман Мир, Алтамаш Фариди           | 6:27         |
| 5.  | «Lahu Munh Lag Gaya»                                                                    | Шаил Хада, Осман Мир, Шадаб Фариди, Алтамаш Фариди | 5:00         |
| 6.  | «Mor Bani Thanghat Kare (переводчик — Джхаверчандом Мегхани, композитор — Хему Гадхви)» | Осман Мир, Адити Пол                               | 3:58         |
| 7.  | «Nagada Sang Dhol»                                                                      | Шрея Гхошал, Осман Мир                             | 4:33         |
| 8.  | «Poore Chand»                                                                           | Шаил Хада                                          | 4:08         |
| 9.  | «Ram Chahe Leela»                                                                       | Бхуми Триведи                                      | 4:04         |
| 10. | «Tattad Tattad»                                                                         | Адитья Нарайан, Алтамаш Фариди                     | 4:58         |
| 11. | «Bhala Mori Rama»                                                                       | Арвинд Вегда                                       | 1:07         |

## Критика
| Рейтинги           | Рейтинги                                                                           |
| Издание            | Оценка                                                                             |
| ------------------ | ---------------------------------------------------------------------------------- |
| Bollywood Hungama  | 4,5 из 5 звёзд · 4,5 из 5 звёзд · 4,5 из 5 звёзд · 4,5 из 5 звёзд · 4,5 из 5 звёзд |
| The Times of India | 4 из 5 звёзд · 4 из 5 звёзд · 4 из 5 звёзд · 4 из 5 звёзд · 4 из 5 звёзд           |
| Mid-day            | 4 из 5 звёзд · 4 из 5 звёзд · 4 из 5 звёзд · 4 из 5 звёзд · 4 из 5 звёзд           |
| Hindustan Times    | 3 из 5 звёзд · 3 из 5 звёзд · 3 из 5 звёзд · 3 из 5 звёзд · 3 из 5 звёзд           |
| The Indian Express | 2,5 из 5 звёзд · 2,5 из 5 звёзд · 2,5 из 5 звёзд · 2,5 из 5 звёзд · 2,5 из 5 звёзд |

Фильм получил смешанные отзывы. Ещё осенью 2013 перед выходом фильма произошел скандал из-за его названия. Индуисты заявляли об оскорблении чувств верующих, так как считали, что фильме о боге Раме не может содержать сцен секса, насилия или вообще какую-либо вульгарность. Кинокартину запретили в Уттар-Прадеше и некоторых других штатах Индии. Бхансали пришлось сделать официальное заявление, что несмотря на наличие в названии Ram Leela и Rasleela, фильм никак не связан ни с жизнью бога Рамы, ни с жизнью Кришны. Так название фильма из «Рама и Лилы» стало «Танец выстрелов: Рам и Лила».
В мире картина собрала более ₹2,01 млрд и вошла в топ самых финансово успешных фильмов Индии 2013 года.